# Martin Dooling
Martin Thomas Dooling (Alton, Illinois, 18 de desembre de 1886 - Saint Louis, Missouri, 21 d'agost de 1966) va ser un futbolista estatunidenc que va competir a primers del segle xx. El 1904 va prendre part en els Jocs Olímpics de Saint Louis, on guanyà la medalla de bronze en la competició de futbol com a membre del St. Rose Parish.